# Revolta militar de 2010 a Guinea Bissau
La revolta militar de 2010 a Guinea Bissau es va produir l'1 d'abril de 2010 degut al malestar militar. El primer ministre Carlos Gomes Júnior va ser posat sota arrest domiciliari per militars de Guinea Bissau, que també van detenir el Cap d'Estat Major de l'Exèrcit Zamora Induta. Els partidaris de Gomes i el seu partit, PAIGC, van reaccionar a la jugada amb una manifestació a la capital, Bissau; Antonio Injai, el cap d'esta major, va advertir a continuació, que faria matar Gomes si les protestes continuaven.

## Esdeveniments de l'1 d'abril
Al matí de l'1 de abril de 2010, l'oficina del primer ministre Carlos Gomes Júnior va ser assetjada pels soldats. Gomes va ser detingut pels soldats i traslladat a un camp militar, tot i que el tornaren a casa seva al final del dia, on el mantindrien sota vigilància. Zamora Induta, el Cap d'Estat Major de l'Exèrcit, també va ser detingut i mantingut al campament. L'almirall Bubo Na Tchuto, que s'havia refugiat al complex de les Nacions Unides a Bissau 95 dies abans a causa d'acusacions d'un intent de cop, va ser recollit del complex pels soldats i va sorgir ràpidament com un dels seus líders.
Després que Gomes va ser pres pels soldats, centenars dels seus partidaris es van manifestar prop de la seva oficina i després a casa seva, en protesta per les accions dels soldats. En roda de premsa, el cap adjunt de l'Estat Major de l'Exèrcit, Antonio Ndjai, va advertir als manifestants que mataria Gomes llevat que deixessin les protestes. També caracteritzaren Gomes com un "criminal" que havien de dur a judici. Na Tchuto, mentrestant, va expressar el seu menyspreu pels manifestants, dient que s'havien equivocat no demostrant-li cap suport mentre estava atrapat al complex de l'ONU: "He passat 11 anys lluitant per la independència de Guinea Bissau. Gomes no va participar en aquesta lluita. Si la població segueix sortint als carrers, enviaré als militars a netejar els carrers." Els manifestants posteriorment es dispersaren, pel que sembla, obeint les advertències.
Malgrat les seves bel·licoses declaracions inicials Ndjai va adoptar un to menys agressiu al final del dia, descrivint els esdeveniments com "un problema purament militar" i dient que "no es referien al govern civil". També va posar èmfasi en que "les institucions militars segueixen, i seguiran sent, sotmesos al poder polític." El president Malam Bacai Sanhá caracteritzà els esdeveniments d'una manera similar i va dir que anava a buscar "una solució amistosa a aquest problema".

## Esdeveniments posteriors
La situació va ser menys tensa el 2 d'abril, i la ràdio ja no tocava la música marcial que inicialment havia estat interpretada com a significativa d'un intent de cop. El govern va dur a terme una reunió i condemnà el tractament dels soldats a Gomes. Posteriorment els soldats van dur Gomes a reunir-se amb el president Sanhá; després de la reunió, Gomes va declarar que no renunciaria. Semblava restar importància a la situació, i ho va descriure com un "incident" i dient que "les institucions tornarien a les seves funcions normals."
Una delegació encapçalada per l'assessor presidencial Mario Cabral va visitar Induta, qui va romandre detingut en una caserna el 3 d'abril. Segons Cabral, Induta estava "sent ben tractat i estava bé". El primer ministre Gomes va deixar Guinea Bissau a finals d'abril de 2010 i va anar a Portugal, on va romandre durant uns mesos; seva perllongada estada a Portugal es va explicar oficialment com a relacionada amb la seva salut. Finalment va tornar a Bissau el 16 de juny. Al seu retorn va prometre que ell i el seu govern romandrien en el càrrec i que no pensava dimitir; va dir que podria ser remogut només a través d'un congrés extraordinari del PAIGC. Mentre que es descriu a si mateix com un "factor d'estabilitat", va dir que els seus esforços per "posar fi a la crisi política" depenien de "la bona voluntat de les persones que estan tractant a tot preu d'enfonsar el país en el caos". Gomes es va reunir amb Ndjai, qui posteriorment va dir que ell i Gomes podrien cooperar i "tot ara s'ha suavitzat."